# Acronicta fixseni
Acronicta fixseni är en fjärilsart som beskrevs av Ludwig Carl Friedrich Graeser 1888. Acronicta fixseni ingår i släktet Acronicta och familjen nattflyn. Inga underarter finns listade i Catalogue of Life.